# 托馬斯·阿恩
托馬斯·奧古斯丁·阿恩（Thomas Augustine Arne /ɑːrn/；1710年3月12日—1778年3月5日）是一位英格蘭作曲家，以創作了《統治吧，不列顛尼亞！》而出名，此外還創作過《天佑吾王》的一個版本。但實際上他的許多作品已經因1808年皇家歌劇院大火而軼失了。他是18世紀英國劇院作曲家的代表，在德魯里巷和科文特花園的劇院工作。

## 外部連接
- Family History Page by a descendant of Arne
- Thomas Augustine Arne on the Classical Composers Database
- Works by Thomas Arne in the University of North Texas Virtual Rare Book Room
- Profile page for Thomas Arne （页面存档备份，存于） on the Find A Grave web site

樂譜
- 托馬斯·阿恩的免费乐谱，由国际乐谱典藏计划提供
- 托馬斯·阿恩的樂譜，来自乌托邦计划
- 公有領域聲樂檔案館上托馬斯·阿恩的作品